# Димче Сарванов
| “ | Расписка за г-да касиера отъ с. Цапари, Отъ който получихъ 109 г. сто и деветь гроша пари давасе настоящата разписка на гореписаното лице, за даму услужи когато и кадето стане нужда. Удостоверява Димко Сарвановъ, околийски (16.IV. -902 г.) | ” |
|   | |   |

Димко Сарванов, наречен Димко Могилчето или Димче Могилче, е български революционер, войвода на Вътрешната македоно-одринска революционна организация.

## Биография
Димко Илиев Сарванов е роден през 1879 година в битолското село Могила, тогава в Османската империя, днес в Северна Македония. Завършва основно училище в Могила и става член на ВМОРО, какъвто е и по-големият му брат. Влиза в четата на Георги Сугарев и действа с нея в Битолско и Мариово. След разделянето ѝ е четник при Иван Кафеджията, с която по време на Илинденското въстание действа в Пелистер и Преспа. В 1904 година става войвода на самостоятелна чета. Негов четник е Груйо Акелов.
След смъртта на Георги Сугарев продължава борбата срещу четите на гръцката пропаганда в Мариово. Определен е за битолски районен войвода като действа с 8 души четници и в района на Малко Мариово. Негови помощник войводи са Христо Атанасов, Иван Димов – Пашата и Алексо Стефанов.
| Чета на Димче Сарванов, 14 септември 1906 година | Чета на Димче Сарванов, 14 септември 1906 година | Чета на Димче Сарванов, 14 септември 1906 година | Чета на Димче Сарванов, 14 септември 1906 година | Чета на Димче Сарванов, 14 септември 1906 година |
| Номер                                            | Име                                              | Селище                                           | Околия                                           | Забележка                                        |
| ------------------------------------------------ | ------------------------------------------------ | ------------------------------------------------ | ------------------------------------------------ | ------------------------------------------------ |
| 1.                                               | Димко Сарванов                                   | Могила                                           | Битолска                                         |                                                  |
| 2.                                               | Алекса Стефанов                                  | Радово                                           | Битолска                                         |                                                  |
| 3.                                               | Пане Калчев                                      | Крушево                                          | Битолска                                         |                                                  |
| 4.                                               | Димко Неделков                                   | Лисолай                                          | Битолска                                         |                                                  |
| 5.                                               | Христо Иванов                                    | Битоля                                           | Битолска                                         |                                                  |
| 6.                                               | Васил Костов                                     | Битоля                                           | Битолска                                         |                                                  |
| 7.                                               | Кольо Димитров                                   | Битоля                                           | Битолска                                         |                                                  |
| 8.                                               | Мито Василев                                     | Битоля                                           | Битолска                                         |                                                  |
| 9.                                               | Раде Тасев                                       | Яворец                                           | Кичевска                                         |                                                  |
| 10.                                              | Христо Настев                                    | Битоля                                           | Битолска                                         |                                                  |
| 11.                                              | Димитър Цинцар                                   | Гопеш                                            | Битолска                                         |                                                  |
| 12.                                              | Георги Спиров Мъртва                             | Битоля                                           | Битолска                                         |                                                  |
|                                                  | Павел Христов                                    | Битоля                                           | Битолска                                         | заминал за Костурско                             |

На 4 януари 1908 година Сарванов попада в засада в село Ношпал и за да не попадне жив в ръцете на турците, се самоубива.
Погребан е в гробището в двора на църквата „Света Неделя“ в Битоля.
- Димко Могилчето в дрехите на убит от него паша
- Паметник на Димко в родното му Могила
- Убити от Димко войвода гъркомани от Сърбци - поп Ангел, чичо му и братовчед му. Фото Михаил Лиондас
- Гъркоманин от Добромири, убит от Димко войвода